# Tĩnh Ninh
Tĩnh Ninh (chữ Hán phồn thể: 靜寧縣, chữ Hán giản thể: 静宁县, bính âm: Jìngníng Xiàn, âm Hán Việt: Tĩnh Ninh huyện) là một huyện thuộc địa cấp thị Bình Lương, tỉnh Cam Túc, Cộng hòa Nhân dân Trung Hoa. Huyện Tĩnh Ninh có diện tích 2193 km², dân số 470.000 người. Mã số bưu chính của huyện Tĩnh Ninh là 743400. Chính quyền huyện đóng tại trấn Thành Quan. Về mặt hành chính, huyện này được chia ra các đơn vị hành chính gồm 3 trấn, 21 hương.
- Trấn: Thành Quan, Uy Nhung, Giời Thạch Phố.
- Hương: Thành Xuyên, Bát Lý, Ti Kiều, Tào Vụ, Cổ Thành, Song Hiện, Lôi Đại, Dư Loan, Nhân Đại, Cổ Hà, Lý Điếm, Thâm Câu, Trì Bình, Tân Điếm, Cam Câu, Tứ Hà, Hồng Tự, Tế Hạng, Tam Hiệp, Nguyên An và Linh Chi.